# Cas Janssens
Cas Janssen, noto anche come Frans Janssens (Tilburg, 3 agosto 1944 – Nîmes, 4 luglio 2024), è stato un calciatore olandese, di ruolo attaccante.

## Carriera
Fu capocannoniere del campionato olandese nel 1973 assieme a Willy Brokamp.